# 金山区 (上海市)
金山区（きんざんく、簡体字中国語: 金山区、拼音: Jīnshān Qū、英語: Jinshan District）は、中華人民共和国上海市に位置する市轄区。

## 地理
金山区は上海市南西部、杭州湾北岸に位置し、東は奉賢区、西は浙江省平湖市及び嘉善県、北は松江区及び青浦区に接している。区内には23.3kmの海岸線が存在し、そのうち12.5kmは人工の海岸線となっている。陸地部より南東6.2kmの海上に大金山と小金山、浮山三島の島嶼が位置し、陸地部では絶滅または絶滅が危惧される稀少な動植物が生息している。
上海、杭州、寧波と舟山諸島経済的地域の中心として長江デルタ経済地帯を形成している。

## 歴史
1386年（洪武19年）、明朝により設置された金山衛を前身とする。1726年（雍正2年）に金山県に昇格した。
1958年に江蘇省より上海市に移管、1997年4月29日に市轄区に昇格し現在に至る。

## 行政区画
下部に1街道、9鎮を管轄する。
| 街道弁事処・鎮 | 社区・村 |
| -------------- | --- |
| 石化街道       | 石化三村社区、石化四村社区、石化七村社区、石化九村社区、石化十村社区、石化十二村社区、石化十三村社区、柳城新村社区、梅州新村社区、合浦社区、海棠社区、臨蒙社区、臨潮三村社区、浜海一村社区、浜海二村社区、東村社区、東礁新村第一社区、東礁新村第二社区、東泉新村社区、辰凱社区、山鑫陽光城社区、山龍新村社区、橋園新村社区、衛清新村社区、紫衛新村社区 |
| 朱涇鎮         | 東林社区、羅星社区、新匯社区、広福社区、西林社区、南圩社区、臨源社区、臨東社区、北圩社区、鐘楼社区、鳳翔社区、金龍社区、浦銀社区、塘園社区、金匯社区、金来社区、紅菱社区、民主村、大茫村、待涇村、秀州村、新涇村、万聯村、長浜村、五龍村、慧農村、牡丹村、温河村                                                                                       |
| 楓涇鎮         | 和平社区、友好社区、新楓社区、白牛新村社区、楓陽社区、興塔社区、楓香社区、新苑社区、楓岸社区、新元村、中洪村、兪匯村、新春村、農興村、銭明村、長征村、盛新村、新華村、新義村、新々村、菖梧村、団新村、双廟村、興塔村、五一村、貴涇村、新黎村、下坊村、泖橋村、韓塢村、衛星村、五星村                                                                   |
| 張堰鎮         | 東風社区、解放社区、富民社区、留渓社区、旧港村、桑園村、甪里村、魯堰村、百家村、秦望村、秦山村、秦陽村、建農村 |
| 亭林鎮         | 中山社区、新建社区、復興社区、寺平社区、松隠社区、寺北社区、龍泉村、亭東村、東新村、新巷村、油車村、亭西村、金門村、亭北村、紅陽村、浩光村、南星村、周柵村、駁岸村、後崗村、金明村 |
| 呂巷鎮         | 呂巷社区、干巷社区、蕩田村、夾漏村、姚家村、馬新村、太平村、薔薇村、龍躍村、和平村、白漾村、顔圩村 |
| 廊下鎮         | 廊下社区、景展社区、万春村、中聯村、勇敢村、中豊村、景陽村、中民村、山塘村、中華村、南陸村、南塘村、光明村、友好村 |
| 金山衛鎮       | 銭圩社区、西門社区、東門社区、南門社区、北門社区、金康社区、海帆社区、八一村、八二村、永久村、永聯村、横浦村、衛通村、農建村、金衛村、衛城村、塔港村、横召村、星火村、八字村、張橋村 |
| 漕涇鎮         | 花園社区、建龍社区、緑地社区、増豊村、東海村、営房村、沙積村、阮巷村、蒋荘村、護塘村、金光村、水庫村、海漁村、海涯村 |
| 山陽鎮         | 三新社区、金海岸社区、戚家墩社区、海趣社区、三島龍洲社区、聯江社区、金世紀社区、金豪社区、海雲社区、康建社区、藍色収穫社区、海尚社区、海欣社区、紅樹林社区、金天地社区、金悦社区、金韻社区、龍沢園社区、向陽村、九龍村、楊家村、東方村、中興村、長興村、華新村、漁業村、新江村、衛東村                                                                 |
| 金山工業区     | 朱行社区、橋湾社区、紅葉社区、恒信社区、恒順社区、恒康社区、歓興村、紅光村、立新村、運河村、高楼村、胥浦村、合興村、保衛村、新街村 |

## 交通
- 金山区境には、滬杭高速公路と同三高速公路、莘奉金高速公路等の高速道路が網目状に走っている。2005年に金山区は「三縦二横」として5本の高速道路と、「六縦六横」として12本のを国道網を整備する計画を発表した。杭州湾海上大橋が開通すると、金山区は浙江省各都市と上海市内をつなぐ交通の要所となった。また嘉金高速道路が開通すれば、金山北部から上海市街地への時間は大幅に短縮される。
- 鉄道は上海南駅から上海市域鉄道の金山線が伸びており、区内に金山衛駅、金山園区駅、亭林駅などの各駅がある。
- バスのターミナルは、区の南部に、石化汽車站、区の北部には朱涇汽車站や楓涇汽車站、亭林汽車站がある。
- 南部は沿海埠頭からのフェリーで、舟山、寧波等へ自動車等を海上輸送している。
- 黄浦江の支流は、金山区のそれぞれの鎮を通過して、内陸の河川が海上へと運送する大動脈となっている。

## 出身者
- 陳継儒 - 書家・画家。
- 鍾天緯 - 翻訳家。
- 顧水如 - 囲碁棋士。
- 韓寒 - 小説家。